# Konsil
Das Konsil oder Konsilium (lateinisch Consilium: „Beratung“, „Rat“, „Ratschlag“; Mehrzahl: Konsilien) bezeichnet eine Beratung oder eine Gruppe von Beratenden.
In der Medizin ist es die patientenbezogene Beratung von Ärzten oder Psychotherapeuten durch einen entsprechenden Facharzt.
Ärztliche Konsilien kamen nach dem Vorbild von Rechtsgutachten um 1220 in Italien auf und dienten im Mittelalter als „eins arzâtes rât“ (im Sinne eines individuellen, in Traktatform ausgearbeiteten therapeutischen Ratschlags) vor allem dem Informationsaustausch zwischen akademischen Ärzten und Laien.

## Praxisfelder
Der Begriff des bereits im Mittelalter gepflegten Konsils findet häufig im Krankenhaus Anwendung, wenn von einem Arzt einer anderen Fachrichtung ein Konsil angefordert wird. Der beauftragte Arzt (Konsiliarius oder Konsiliararzt) legt seine Empfehlungen zur Diagnostik oder Therapie meist schriftlich nieder, dieses Schriftstück wird als Konsiliarbericht bezeichnet. Als Konsiliardienst wird also meist ein institutionalisiertes Angebot zur Beurteilung und Mitbetreuung von Patienten bezeichnet, das von anderen Ärzten für deren Patienten angefordert werden kann. Dieses Angebot kann sich auf ein Krankenhaus begrenzen oder auch auf einen größeren Aktionsradius erstrecken.
Ein anderes Tätigkeitsfeld für konsiliarische Hilfe, Unterstützung, Beratung und ggf. Eingriff ist die Zusammenarbeit von angestellten Psychologen in Einrichtungen ohne Ärzte. Heilpädagogische Heime, Schulersatzprojekte, Psychologische Ambulanzen, Erziehungs- und Familienberatungsstellen und ähnliche Einrichtungen verabreden zur Absicherung der eigenen Arbeit und Entscheidungen nicht selten auf Honorarbasis in der Regel mit Kinder- und Jugendpsychiatern Konsile.

## Rechtliche Situation in Deutschland
Nach § 2 Absatz 1 der Bundespflegesatzverordnung (BPflV) sind Krankenhausleistungen „… insbesondere ärztliche Behandlung, Krankenhauspflege, Versorgung mit Arznei-, Heil- und Hilfsmitteln, die für die Versorgung im Krankenhaus notwendig sind …“ Nach § 2 Absatz 2 Satz 2 der Bundespflegesatzverordnung gehören ebenfalls zu den allgemeinen Krankenhausleistungen „die vom Krankenhaus veranlassten Leistungen Dritter“. In der Regel sind die Leistungen Dritter ärztliche Untersuchungen und Behandlungen im Rahmen eines Krankenhausaufenthaltes. Naturgemäß treten Konsile in Fachkrankenhäusern häufiger auf, da hier in der Regel nur ein oder zwei medizinische Fachrichtungen angeboten werden. Als klassisches Beispiel gilt die zahnärztliche Notfallbehandlung im Rahmen eines stationären Aufenthaltes. Konsile werden demnach nicht von den Krankenkassen übernommen, da sie in der entsprechenden DRG beziehungsweise im Pflegesatz des Krankenhauses enthalten sind. Aus Gründen der Vereinfachung rechnen in Deutschland die meisten niedergelassenen Ärzte nach der Gebührenordnung für Ärzte (GOÄ) beziehungsweise nach dem Einheitlichen Bewertungsmaßstab (EBM) ab. Andere Krankenhäuser rechnen ebenfalls aus Gründen der Vereinfachung nach dem Normaltarif der Deutschen Krankenhausgesellschaft (DKG-NT) ab.